# Filmåret 1915

## Händelser
- 8 februari – Filmproducenten D.W. Griffiths mästerverk The Birth of a Nation (En nations födelse) har premiär i Los Angeles. Filmen, som är ett epos över amerikanska inbördeskriget är tre timmar och sju minuter lång, anses av många som den första filmen med konstnärligt värde.

## Årets filmer

### A - G
- Alla sätt äro bra utom de tråkiga
- Arlequins frieri
- Charlie som landstrykare
- Dalabornas sommarliv på fäbodarna
- Det var i maj
- Dolken
- En av de många
- En förvillelse
- En teaterdirektörs vedermödor

### H - N
- Hans bröllopsnatt
- Hans faders brott
- Hans hustrus förflutna
- Hela natten lång
- Hjälte mot sin vilja
- Hämnaren
- Hämnden är ljuv
- Högsta vinsten
- I kronans kläder
- I prövningens stund
- Judaspengar
- Kal Napoleon Kalssons bondtur
- Kampen om en Rembrandt
- Krigsfångeutväxlingen genom Sverige
- Landshövdingens döttrar
- Lekkamraterna
- Madame de Thèbes
- Med svenska lappar på vårflyttning
- Minlotsen
- Mästertjuven
- Nationens födelse[1]
- När konstnärer älska

### O - U
- Patriks äventyr
- Rosen på Tistelön
- Med svenska lappar på vårflyttning
- Skomakare, bliv vid din läst
- Sonad skuld
- Strejken
- Twå kvinnor

### V - Ö
- Är dansen på förfall?

## Födda
- 7 januari – Ka Nerell, svensk skådespelare.
- 14 januari – Irma Christenson, svensk skådespelare.
- 31 januari – Willy Peters, svensk skådespelare och regissör.
- 3 februari – Henki Kolstad, norsk skådespelare och regissör.
- 22 februari – Erik Müller, svensk författare, manusförfattare och filmkritiker.
- 21 april – Anthony Quinn, mexikansk-amerikansk skådespelare.
- 6 maj – Orson Welles, amerikansk regissör.
- 31 maj – Björn Forsell, svensk skådespelare och operasångare.
- 4 juni – Nils Kihlberg, svensk skådespelare, sångare och teaterregissör.
- 29 juni – Lars Kåge, svensk skådespelare och sångare.
- 6 juli – Judith Holmgren, svensk skådespelare.
- 7 juli – Yul Brynner, rysk-amerikansk skådespelare.
- 13 juli – Birgit Tengroth, svensk skådespelare och författare.
- 10 augusti – Vincent Jonasson, svensk sångare, kompositör, textförfattare och skådespelare.
- 12 augusti – Sickan Carlsson, svensk skådespelare och sångerska.
- 15 augusti – Signe Hasso, svensk-amerikansk skådespelare.
- 27 augusti – Nils Ekman, svensk skådespelare.
- 29 augusti – Ingrid Bergman, svensk skådespelare.
- 10 september – Hasse Ekman, svensk regissör, manusförfattare och skådespelare.
- 6 oktober – Alice Timander, svensk tandläkare, premiärlejon och skådespelare.
- 2 november – Sidney Luft, amerikansk film- och tvproducent.
- 20 november – Kon Ichikawa, japansk regissör
- 11 december – Ann Mari Uddenberg, svensk skådespelare.
- 12 december – Frank Sinatra, amerikansk sångare och skådespelare.
- 13 december
  - Curd Jürgens, tysk skådespelare.
  - Peter Lindgren, svensk skådespelare.
- 19 december – Åke Wästersjö, svensk skådespelare.
- 26 december – Rolf Botvid, svensk skådespelare och manusförfattare.

## Avlidna
- 26 april – John Bunny, 51, amerikansk skådespelare.
- 15 november – Ede Ujházi, 71, ungersk skådespelare.

### Webbkällor
- Svensk Filmdatabas – Filmer med premiär 1915

### Fotnoter
1. ↑  IMDB, läst 29 februari 2012